# Swing Over
Als Swing Over oder Sichtanflug mit Pistenwechsel im Endanflug bezeichnet man in der Luftfahrt ein spezielles Flugmanöver, bei dem der Pilot im Endanflug nach Rücksprache mit dem Tower bzw. nach Genehmigung durch diesen eine andere als die ursprünglich vorgesehene Landebahn ansteuert.
Durch diese Manöver können Fluggesellschaften über einen längeren Zeitraum aufgrund der kürzeren Rollwege am Boden nach einer Landung zur Parkposition Treibstoffkosten einsparen.
Ein kurzfristiger Landebahnwechsel bei Flugplätzen mit Parallelbahnen kommt in der Luftfahrt auch vor, wenn die vorgesehene Landebahn durch ein zuvor gelandetes Luftfahrzeug durch technische Probleme wie Reifenplatzer oder Triebwerkschaden die Bahn nicht mehr räumen kann und die Bahn umgehend gesperrt werden muss. Der zuständige Kontroller gibt dann die Swing-Over Anweisung an die Besatzung der in meist kurzen Abstand folgenden im Endanflug befindliche Maschine. Wesentlich häufiger wird ein Swing-Over erforderlich, wenn – ohne technische Probleme – das zuvor gelandete Flugzeug nicht rechtzeitig von der Bahn abrollt oder ein zum Start freigegebenes zu stark verzögert abhebt. 